# Heterorrhina schadenbergi
Heterorrhina schadenbergi är en skalbaggsart som beskrevs av Heller 1895. Heterorrhina schadenbergi ingår i släktet Heterorrhina och familjen Cetoniidae. Inga underarter finns listade i Catalogue of Life.

## Bildgalleri

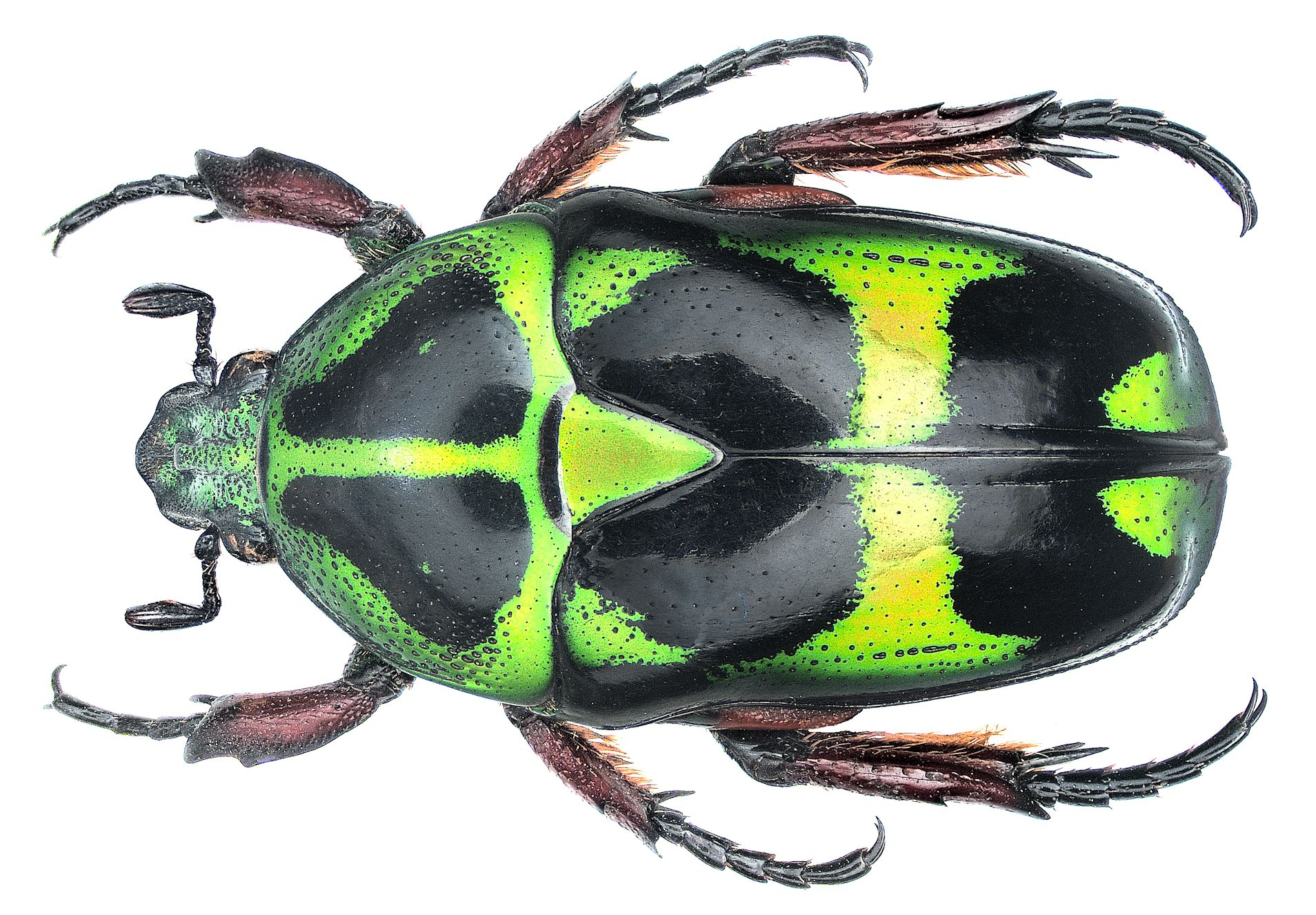
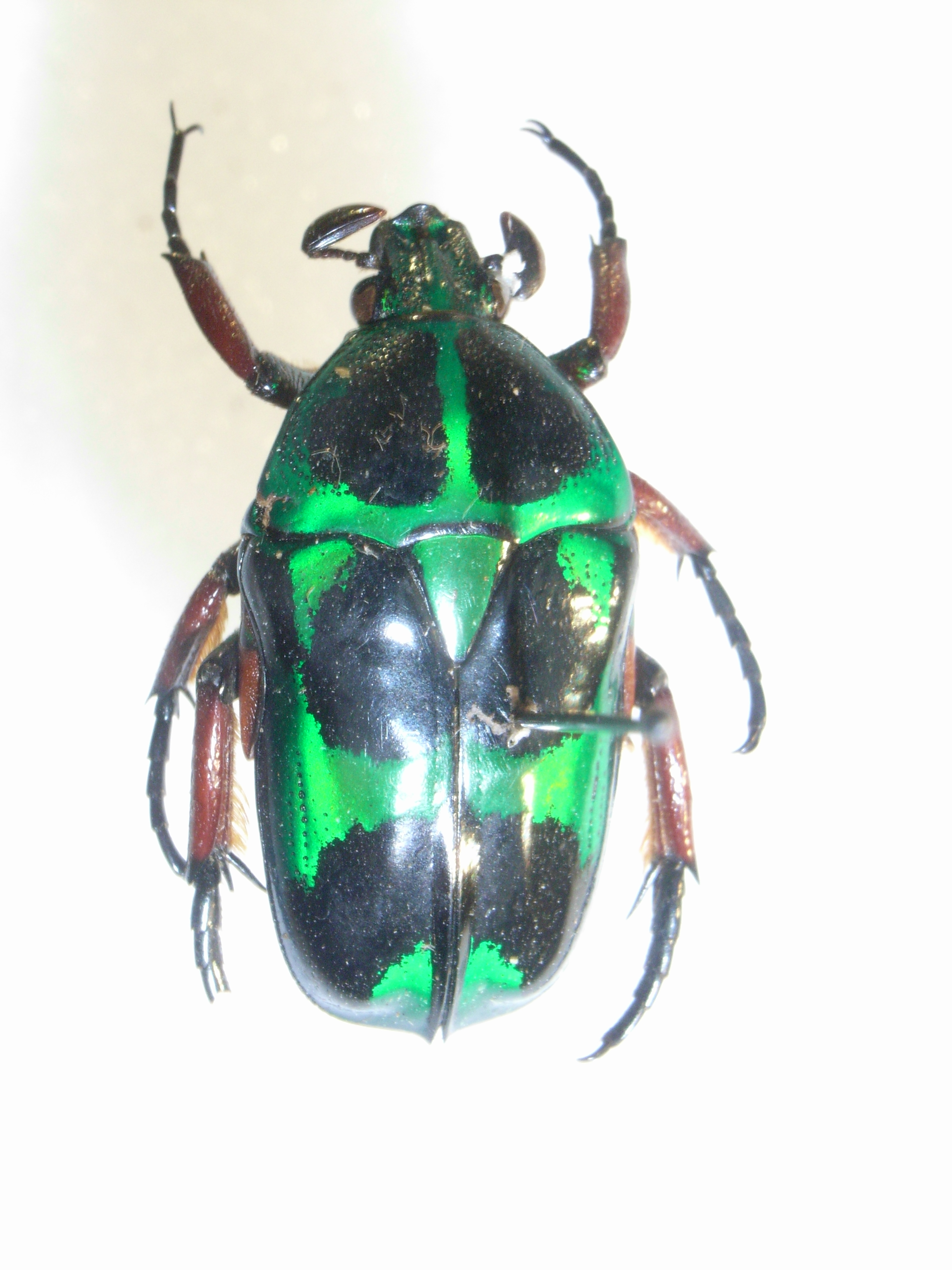